# Marco Bandiera
Pour les articles homonymes, voir Bandiera.
Marco Bandiera (né le 12 juin 1984 à Castelfranco Veneto, dans la province de Trévise) est un coureur cycliste italien, professionnel de 2008 à 2016.

## Biographie

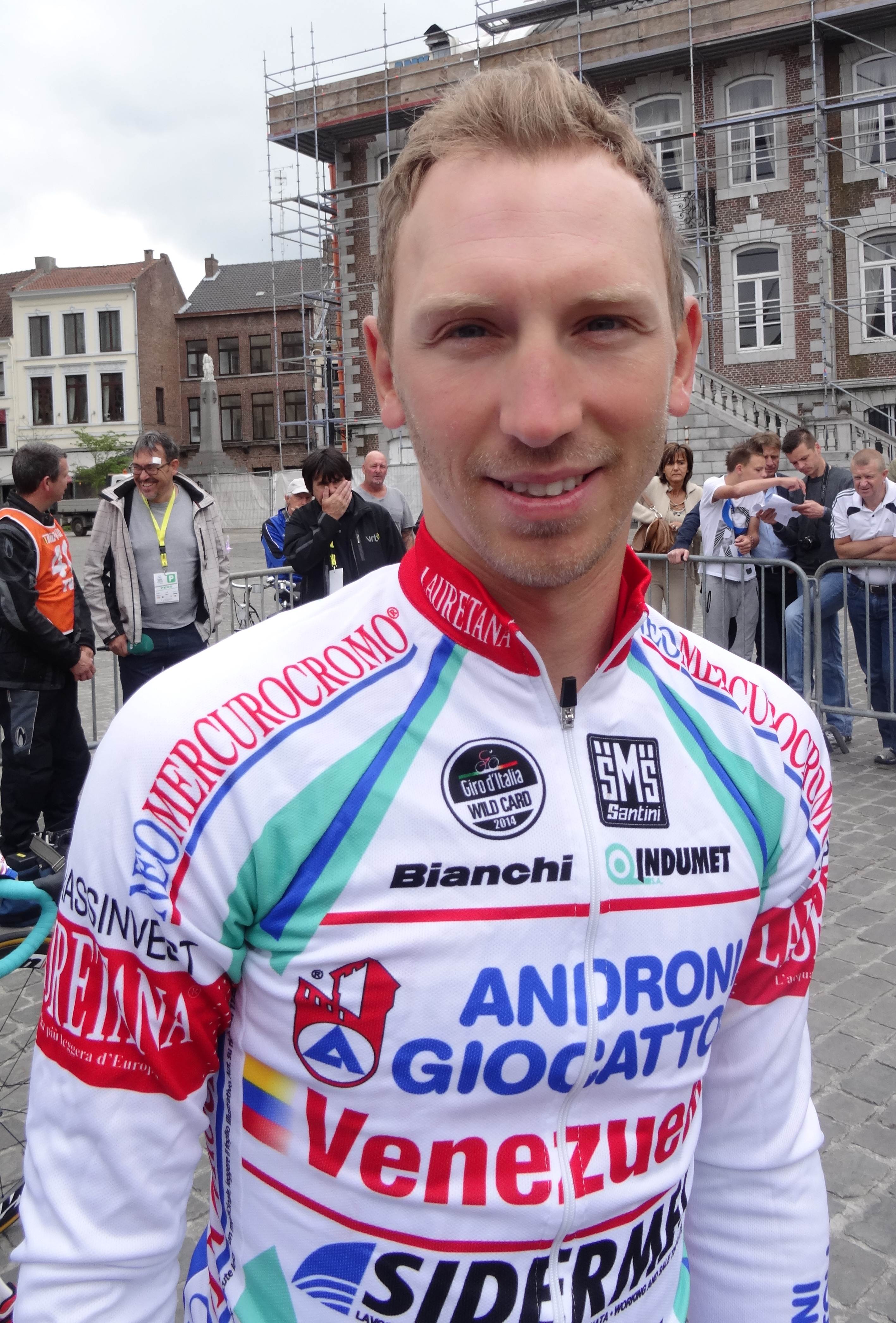
Marco Bandiera lors du Tour du Limbourg 2014.

Durant sa carrière amateur, il enlève le Trofeo Zssdi, autrefois remporté par le champion du monde 2008 Alessandro Ballan.
Il rejoint Lampre-NGC à la fin de 2007 en tant que stagiaire et y remporte quatre victoires dont deux sur le Tour de Vénétie et une sur le Tour de la Vallée d'Aoste, toutes gagnées au sprint.
Doté d'une bonne pointe de vitesse, il signe un contrat professionnel en Italie pour l'année 2008 avec la Lampre-Fondital et court aux côtés de Damiano Cunego, Ballan, Danilo Napolitano et Marzio Bruseghin. Cette première saison professionnelle est difficile car jamais, tout au long de la saison, il ne réussit à se placer dans le top 10 d'une course à cause du fait qu'il doit rouler pour ses équipiers.
En 2009, après les départs de Bennati et Napolitano, il obtient du galon au niveau des sprints massifs et prend la neuvième place sur la Classique de Hambourg.
Avec l'annoncée de l'arrivée de nombreux sprinters à la Lampre, il rejoint en 2010 l'équipe russe Katusha, où il retrouve son ex-équipier à la Lampre, Danilo Napolitano et où il roule aux côtés du champion d'Italie, Filippo Pozzato.
En 2011, il rejoint la Quick Step. L'année suivante, il dispute son premier Tour d'Italie avec cette équipe.
En 2013, il court pour l'équipe suisse IAM. Il est engagé en 2014 par l'équipe italienne Androni Giocattoli-Venezuela. Il est vainqueur du classement des sprints intermédiaires du Tour d'Italie durant cette saison, challenge qu'il remportera de nouveau l'année suivante. Non-conservé fin 2016, il met fin à sa carrière faute de nouvel employeur. Il a créé deux ans auparavant une marque de chaussettes, MB Wear, avec son coéquipier Tiziano Dall'Antonia,

## Palmarès et classements mondiaux

### Palmarès amateur
- 2004
  - Coppa Città di Lonigo
  - Coppa Ardigò
  - 3e du Grand Prix Kranj
- 2005
  - 2e de la Coppa Fiera di Mercatale
  - 2e du Grand Prix de Poggiana
  - 2e du Trofeo Alcide Degasperi
  - 3e du Piccola Sanremo
- 2006
  - Trofeo Zssdi
  - Gran Premio Capodarco
  - 2e du Giro del Casentino
  - 3e du Trophée Matteotti espoirs
  - 3e du Grand Prix de la ville de Felino
- 2007
  - Prologue (contre-la-montre par équipes) et 3e étape du Tour de Vénétie et des Dolomites
  - Trophée de la ville de Conegliano
  - 1re étape du Tour de la Vallée d'Aoste

### Palmarès professionnel
- 2009
  - 9e de la Vattenfall Cyclassics

### Résultats sur les grands tours

#### Tour de France
1 participation
- 2009 : 145e

#### Tour d'Italie
3 participations
- 2012 : 140e
- 2014 : 142e, vainqueur du classement des sprints intermédiaires
- 2015 : 155e, vainqueur du classement des sprints intermédiaires et du prix de l'échappée.

### Classements mondiaux
| Année                  | 2005 | 2006 | 2007 | 2008 | 2009 | 2010 | 2011 | 2012 | 2013 |
| ---------------------- | ---- | ---- | ---- | ---- | ---- | ---- | ---- | ---- | ---- |
| Calendrier mondial UCI |      |      |      |      | 182e |      |      |      |      |
| UCI Asia Tour          |      |      |      |      |      |      |      |      | 315e |
| UCI Europe Tour        | 431e | 102e | 361e |      |      |      |      |      | 564e |